# エリサベト・ア・ダンマーク (1935-2018)
エリサベト・ア・ダンマーク（デンマーク語: Elisabeth af Danmark, 1935年5月8日 - 2018年6月19日）は、デンマーク王女。前デンマーク女王マルグレーテ2世の従姉にあたる。

## 経歴
デンマーク王子クヌーズとその従妹のデンマーク王女カロリーネ＝マティルデの長女として生まれる。
弟二人が平民出身者との結婚のため1960年代当時の慣習に則り、王室から離脱せざるをえなかったのに対し、エリサベトは平民出身のクラウス・ヘルマンセンとヘルマンセンが1997年に死去するまで20年以上同棲していたが、結婚はせず独身を貫いたため、クヌーズ王子の子女の中では唯一、王室の成員として残っている。ヘルマンセンとの間に子供はいない。
1956年から2001年まで外務省で勤務。在米デンマーク大使館やジュネーヴの国連機関に派遣されたこともあった。
デンマーク＝ブラジル協会、デンマーク＝日本協会等に於いて名誉職に就いていた。
2018年6月19日に亡くなり、コンゲンス・リュンビューで長年のパートナーだったヘルマンセンの隣に葬られた。